# Сборная Аргентины по теннису в Кубке Дэвиса
Сборная Аргентины по теннису в Кубке Дэвиса — мужская сборная команда Аргентины, представляющая страну в Кубке Дэвиса, главном международном мужском командном теннисном соревновании. Аргентинская сборная участвует в розыгрыше Кубка Дэвиса с 1923 года и пять раз доходила в этом соревновании до финала, один раз став обладательницей кубка (2016).

## История
Сборная Аргентины впервые приняла участие в розыгрыше Кубка Дэвиса в 1923 году. За время её выступлений она пять раз доходила до финала розыгрыша турнира, все пять — после упразднения «раунда вызова» и четыре из них начиная с 2006 года. Свой первый титул обладателей кубка аргентинцы завоевали после четырёх поражений в 2016 году, обыграв в гостях в финале сборную Хорватии. В истории команды были и периоды неудач, в частности, в конце 1990-х годов, когда она не только выбывала из Мировой группы, но и вынуждена была бороться за выживание в Первой американской группе с такими соперниками, как Венесуэла, Эквадор, Колумбия и Канада.
Среди игроков сборной Аргентины за историю её существования — игроки первой десятки мирового тенниса Гильермо Вилас, Давид Налбандян, Хосе Луис Клерк, Хуан Мартин дель Потро, Гастон Гаудио, Хуан Монако, Мартин Хайте и Диего Шварцман.

### Участие в финалах Кубка Дэвиса

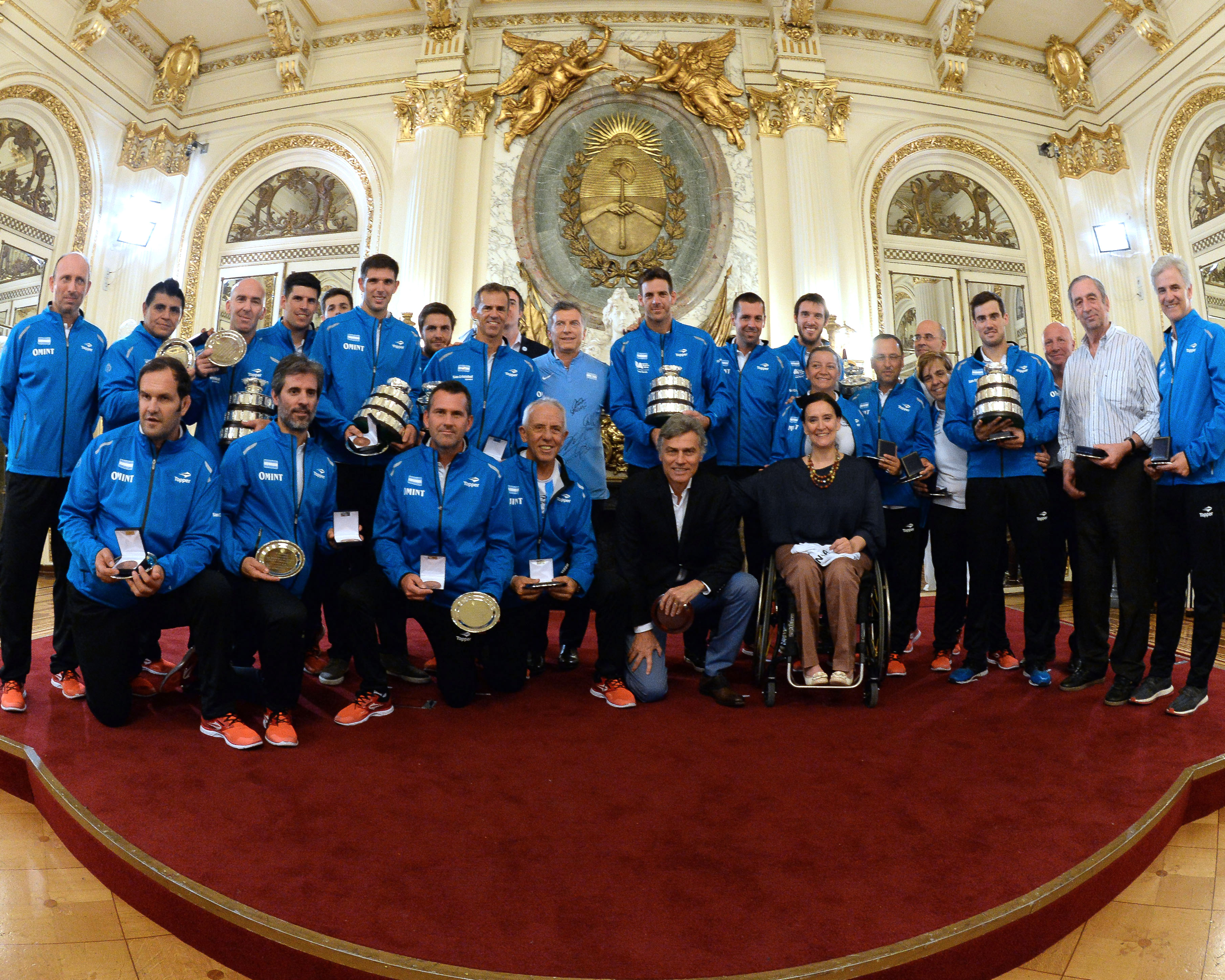
Сборная Аргентины на приёме у президента страны, 29 ноября 2016 года

| Год  | Место                     | Соперник | Состав                                                                 | Счёт |
| ---- | ------------------------- | -------- | ---------------------------------------------------------------------- | ---- |
| 1981 | Цинциннати, США           | США      | Гильермо Вилас, Хосе Луис Клерк                                        | 1:3  |
| 2006 | Москва, Россия            | Россия   | Хосе Акасусо, Агустин Кальери, Давид Налбандян, Хуан Игнасио Чела      | 2:3  |
| 2008 | Мар-дель-Плата, Аргентина | Испания  | Хосе Акасусо, Хуан Мартин дель Потро, Агустин Кальери, Давид Налбандян | 1:3  |
| 2011 | Севилья, Испания          | Испания  | Хуан Мартин дель Потро, Хуан Монако, Давид Налбандян, Эдуардо Шванк    | 1:3  |
| 2016 | Загреб, Хорватия          | Хорватия | Хуан Мартин дель Потро, Федерико Дельбонис, Леонардо Майер, Гидо Пелья | 3:2  |

## Рекорды сборной

### Команда
- Самая длинная серия побед — 6 (2000—2002; победы над командами Колумбии, Мексики, Канады, Беларуси, Австралии и Хорватии)
- Самая убедительная победа — 15:0 по сетам, 90-15 по геймам (Аргентина—Уругвай, 1931; Аргентина-Парагвай, 1931)
- Самый длинный матч — 19 часов 44 минуты (Россия-Аргентина 3:2, 2002)
  - Наибольшее количество геймов в матче — 250 (Россия-Аргентина 3:2, 2002)
- Самая длинная игра — 6 часов 42 минуты (Леонардо Майер — Жуан Соуза (Бразилия) 7:64 7:65 5:7 5:7 15:13, 2016)
  - Наибольшее количество геймов в игре — 83 (Марсело Лара/Рафаэль Осуна (Мексика) — Роберто Аубоне/Эдуардо Сориано 5:7 6:3 10:12 8:6 12:14, 1966)
- Наибольшее количество геймов в сете — 36 (Евгений Кафельников/Марат Сафин (Россия) — Лукас Арнольд-Кер/Давид Налбандян 4:6 4:6 7:5 6:3 17:19, 2002)

### Игроки
- Наибольшее количество сезонов — 14 (Гильермо Вилас)
- Наибольшее число матчей — 29 (Гильермо Вилас)
- Наибольшее количество побед в играх — 57 (Гильермо Вилас)
  - В одиночном разряде — 45 (Гильермо Вилас)
  - В парном разряде — 16 (Давид Налбандян)
  - В составе одной пары — 7 (Гильермо Вилас/Хосе Луис Клерк)
- Самый молодой игрок — 17 лет и 215 дней (Гильермо Вилас, 17 августа 1970)
- Самый возрастной игрок — 41 год и 312 дней (Алехо Расселл, 10 июля 1958)

## Состав в 2023 году
- Факундо Багнис
- Себастьян Баэс
- Максимо Гонсалес
- Педро Качин
- Андрес Мольтени
- Франсиско Серундоло
- Томас Мартин Этчеверри

Капитан: Гильермо Кориа

## Недавние матчи

### Плей-офф, 2023
| Аргентина 4 | Лаун-теннисный клуб Буэнос-Айреса, Аргентина 16—17 сентября 2023 Грунт | Лаун-теннисный клуб Буэнос-Айреса, Аргентина 16—17 сентября 2023 Грунт | Литва 0 |      |     |            |
| \| \| \| \| 1 \| 2 \| 3 \| \| \| - \| \| ---------------------------------------------------------------- \| ----- \| ---- \| --- \| ---------- \| \| 1 \| \| Франсиско Серундоло Вилюс Гаубас \| 6 1 \| 6 78 \| 6 2 \| \| \| 2 \| \| Себастьян Баэс Ричардас Беранкис \| 78 66 \| 5 7 \| 6 3 \| \| \| 3 \| \| Максимо Гонсалес / Андрес Мольтени Тадас Бабелис / Эдас Бутвилас \| 6 4 \| 6 3 \| \| \| \| 4 \| \| Томас Мартин Этчеверри Эдас Бутвилас \| 6 2 \| 6 4 \| \| \| \| 5 \| \| Себастьян Баэс Вилюс Гаубас \| \| \| \| not played \| |                                                                        |                                                                        |         |      |     |            |
| |                                                                        |                                                                        | 1       | 2    | 3   |            |
| 1 | Флаг Аргентины · Флаг Литвы                                            | Франсиско Серундоло Вилюс Гаубас                                       | 6 1     | 6 78 | 6 2 |            |
| 2 | Флаг Аргентины · Флаг Литвы                                            | Себастьян Баэс Ричардас Беранкис                                       | 78 66   | 5 7  | 6 3 |            |
| 3 | Флаг Аргентины · Флаг Литвы                                            | Максимо Гонсалес / Андрес Мольтени Тадас Бабелис / Эдас Бутвилас       | 6 4     | 6 3  |     |            |
| 4 | Флаг Аргентины · Флаг Литвы                                            | Томас Мартин Этчеверри Эдас Бутвилас                                   | 6 2     | 6 4  |     |            |
| 5 | Флаг Аргентины · Флаг Литвы                                            | Себастьян Баэс Вилюс Гаубас                                            |         |      |     | not played |

### Квалификация Мировой группы, 2023
| Финляндия 3 | Эспоо Метро Арена, Эспоо, Финляндия 4—5 февраля 2023 Хард(i) | Эспоо Метро Арена, Эспоо, Финляндия 4—5 февраля 2023 Хард(i)           | Аргентина 1 |     |      |            |
| \| \| \| \| 1 \| 2 \| 3 \| \| \| - \| \| ---------------------------------------------------------------------- \| ---- \| --- \| ---- \| ---------- \| \| 1 \| \| Эмиль Руусувуори Педро Качин \| 7 5 \| 6 3 \| \| \| \| 2 \| \| Отто Виртанен Франсиско Серундоло \| 3 6 \| 6 3 \| 63 7 \| \| \| 3 \| \| Эмиль Руусувуори / Харри Хелиёваара Максимо Гонсалес / Андрес Мольтени \| 7 65 \| 4 6 \| 6 4 \| \| \| 4 \| \| Эмиль Руусувуори Факундо Багнис \| 7 5 \| 6 1 \| \| \| \| 5 \| \| Отто Виртанен Педро Качин \| \| \| \| not played \| |                                                              |                                                                        |             |     |      |            |
| |                                                              |                                                                        | 1           | 2   | 3    |            |
| 1 | Флаг Финляндии · Флаг Аргентины                              | Эмиль Руусувуори Педро Качин                                           | 7 5         | 6 3 |      |            |
| 2 | Флаг Финляндии · Флаг Аргентины                              | Отто Виртанен Франсиско Серундоло                                      | 3 6         | 6 3 | 63 7 |            |
| 3 | Флаг Финляндии · Флаг Аргентины                              | Эмиль Руусувуори / Харри Хелиёваара Максимо Гонсалес / Андрес Мольтени | 7 65        | 4 6 | 6 4  |            |
| 4 | Флаг Финляндии · Флаг Аргентины                              | Эмиль Руусувуори Факундо Багнис                                        | 7 5         | 6 1 |      |            |
| 5 | Флаг Финляндии · Флаг Аргентины                              | Отто Виртанен Педро Качин                                              |             |     |      | not played |